# Albert Sydney Herlong junior

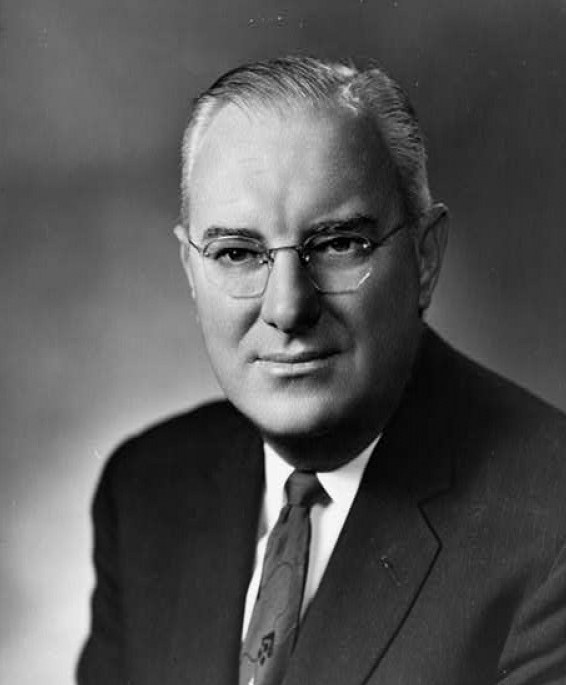
Albert Sydney Herlong

Albert Sydney Herlong junior (* 14. Februar 1909 in Manistee, Monroe County, Alabama; † 27. Dezember 1995) war ein US-amerikanischer Politiker. Er vertrat den Bundesstaat Florida im US-Repräsentantenhaus.

## Werdegang
Albert Sydney Herlong zog mit seiner Familie 1912 in das Marion County. Er besuchte die öffentlichen Schulen im Sumter County und im Lake County und machte seinen High-School-Abschluss in Leesburg. Anschließend graduierte er 1930 an der University of Florida in Gainesville. Er erhielt seine Zulassung als Anwalt im selben Jahr und eröffnete eine Praxis in Leesburg. Herlong fungierte zwischen 1937 und 1949 als Bezirksrichter im Lake County. Danach war er von 1946 bis 1948 Staatsanwalt in Leesburg.
Während des Zweiten Weltkrieges diente er im Dienstgrad eines Captain in der Reserve der United States Army. Im August 1941 wurde er ins Judge Advocate General’s Corps berufen, aber schon 1942 wegen körperlichen Gebrechen ausgemustert. Er verpflichtete sich für zwei Dienstzeiten in der Florida State Guard. Nach dem Krieg wurde er Präsident der Florida State Baseball League. Diese Tätigkeit übte er zwischen 1947 und 1948 aus; danach ging er in die Politik.
Herlong wurde als Demokrat in den 81. und die neun folgenden Kongresse gewählt. Seine Amtszeit belief sich vom 3. Januar 1949 bis zum 3. Januar 1969. Er kandidierte 1968 nicht mehr für den 91. Kongress, sondern nahm seine Tätigkeit als Anwalt wieder auf. Danach arbeitete er als Mitglied der Börsenaufsichtsbehörde SEC von 1969 bis 1973. Albert Herlong verstarb am 27. Dezember 1995.